# Sam Huff
Pour les articles homonymes, voir Huff (homonymie).
College Football Hall of Fame 1980
Pro Football Hall of Fame 1982
(en) Statistiques sur pro-football-reference
Sam Huff, de son vrai nom Robert Lee Huff, né le 4 octobre 1934 à Farmington, en Virginie-Occidentale, et mort le 13 novembre 2021 à Winchester est un Américain, joueur professionnel de football américain, qui a joué dans la National Football League (NFL) pour les Giants de New York et les Redskins de Washington. Il a été intronisé au Pro Football Hall of Fame en 1982. Il a joué au football américain universitaire pour l'équipe des Mountaineers de l'université de Virginie-Occidentale et est membre du College Football Hall of Fame.

## Jeunesse
Huff naît et grandit dans le camp minier no 9 à Edna, en Virginie occidentale,. Quatrième enfant de six ans pour Oral et Catherine Huff, il vit avec sa famille dans une petite maison en rangée sans eau courante. Huff grandit pendant la Grande Dépression, tandis que son père et deux de ses frères travaillaient dans les mines de charbon à charger des chariots pour Consolidated Mining.
Il fréquente la Farmington High School, aujourd'hui fermé, où il est à la fois offensive et defensive lineman. Pendant son séjour à l'école, Huff aide à mener l'équipe à une saison invaincue en 1951. En 1952, il est nommé dans la première équipe de la All-Mason Dixon Conference.

## Carrière universitaire
Huff a fréquenté l'université de Virginie occidentale, et y a joué au football américain universitaire pour les Mountaineers. Il s'est spécialisé en éducation physique. Il a commencé à être offensive guard lors de son année sophomore et est devenu offensve tackle les deux années suivantes, après avoir gagné ses lettres en tant que guard remplaçant pendant sa saison freshman. Il a été letterman pendant quatre ans et a contribué à mener les Mountaineers à un bilan 31 victoires et 7 défaites sur cette période et à une place dans le Sugar Bowl.
En 1955, Huff a été élu All-American et a servi comme co-capitaine dans l'East–West Shrine Game (en) et le Senior Bowl. Huff a également été nommé All-American académique de la première équipe pour ses efforts exceptionnels en classe.

## Carrière professionnelle

### Giants de New York (1956–1963)
Huff est sélectionné au troisième tour de la draft 1956 de la NFL par les Giants de New York. Lors du camp d'entraînement, l'entraîneur-chef Jim Lee Howell a du mal à trouver une place pour Huff. Découragé, Huff quitte le camp mais est arrêté à l'aéroport par l'entraîneur adjoint Vince Lombardi, qui le persuade de revenir au camp.
Le coordinateur défensif Tom Landry propose un nouveau schéma défensif 4-3 qui, selon lui, conviendrait parfaitement à Huff,. Les Giants le font passer de la ligne de défense à la ligne médiane derrière Ray Beck. Huff aime cette position car il peut garder la tête haute et utiliser sa vision périphérique pour voir tout le terrain. Le 7 octobre 1956, lors d'un match contre les Cardinals de Chicago, Beck est blessé et Huff est mis dans son premier match professionnel. Il aide ensuite les Giants à remporter cinq matchs consécutifs et ils terminent avec un bilan de 8-3-1, ce qui leur vaut le titre de la conférence de l'Est,. New York remporte ensuite le match de championnat de la NFL en 1956 et Huff devient le premier défenseur central rookie à disputer un match de championnat de la NFL.
En 1958, les Giants gagnent de nouveau la conférence de l'Est et Huff participe au match de championnat de la NFL de 1958. Le championnat, qui devient largement connu comme « le plus grand match jamais joué », est le tout premier match de la NFL à se terminer par une prolongation « mort subite ». Le score final est de 23 pour les Colts de Baltimore et de 17 pour les Giants de New York.
En 1959, Huff et les Giants se rendent à nouveau au match de championnat de la NFL, qui se termine par une défaite de 31 à 16 contre les Colts. Cette même année, Huff devient le premier joueur de la NFL à figurer sur la couverture du magazine Time le 30 novembre 1959,. Il a failli passer à côté de l'apparition dans le magazine, en demandant de l'argent pour être interviewé, mais il a cédé lorsque Time a accepté de lui donner le portrait en couverture. Huff a également fait l'objet d'une émission spéciale de CBS le 31 octobre 1960, The Violent World of Sam Huff (le monde violent de Sam Huff), diffusée dans le cadre de la série d'anthologie The Twentieth Century, animée par Walter Cronkite. Le réseau a câblé Huff pour le son en entraînement et dans un match d'exhibition.
Les Giants se qualifient pour le match de championnat sous la direction du nouvel entraîneur Allie Sherman en 1961, 1962 et 1963, mais perdent à chaque fois. Pour améliorer ce qu'il croit être un problème défensif, Sherman échange de nombreux joueurs défensifs, dont Cliff Livingston (en), Rosey Grier et Dick Modzelewski (en),. Après ces échanges, Huff va voir le propriétaire, Wellington Mara (en), et est assuré qu'il ne sera pas échangé. Mais en 1964, Sherman, échange Huff avec les Redskins de Washington pour un defensive tackle, Andy Stynchula (en) et un running back, Dick James (en). L'échange fait la une des journaux de New York et est accueilli par les railleries des fans des Giants, qui se pressent dans le Yankee Stadium en criant "Huff-Huff-Huff-Huff".
Huff joue dans quatre Pro Bowls consécutifs avec les Giants de 1959 à 1963. Il est nommé MVP du Pro Bowl 1961.

### Redskins de Washington (1964–1967, 1969)
Huff rejoint les Redskins en 1964 et ils acceptent de lui verser 30 000 dollars de salaire et 5 000 dollars pour le recrutement, contre les 19 000 dollars qu'il aurait gagnés une année de plus avec New York. L'impact de Huff est presque immédiat et la défense des Redskins est classée deuxième de la NFL en 1965.
Le 27 novembre 1966, Huff et les Redskins battent ses anciens coéquipiers des Giants 72-41, dans le match le plus prolifique de l'histoire de la ligue. Après une blessure à la cheville en 1967, la série de 150 matchs consécutifs de Huff s'arrête. Il prend sa retraite en 1968.
Vince Lombardi convainc Huff de revenir en 1969, lorsqu'il est nommé entraîneur principal de Washington. Les Redskins ont un bilan de 7-5-2 et connaissent leur meilleure saison depuis 1955 (ce qui permet à Lombardi de conserver intact le record de ne jamais avoir entraîné une équipe de la NFL perdante),. Huff prend ensuite définitivement sa retraite après quatorze saisons en NFL. Il passe une saison à entraîner les défenseurs des Redskins en 1970.

## Après-football

### Business
Après avoir quitté la NFL, Huff prend un poste chez J.P. Stevens à New York en tant que représentant des ventes de textiles. Il rejoint ensuite la Marriott Corporation (en) en tant que vendeur en 1971, avant de devenir vice-président du marketing sportif et de prendre sa retraite en 1998.

### Commentateur
Après avoir pris sa retraite du football, Huff passe trois saisons en tant que commentateur spécialiste pour l'équipe de radio des Giants, puis il occupe les mêmes fonctions pour la Redskins Radio Network, où il reste jusqu'à sa retraite à la fin de la saison 2012, commentant les matchs aux côtés de son ancien coéquipier des Redskins, Sonny Jurgensen, et des annonceurs de matchs Frank Herzog (1979 à 2004) et Larry Michael (2005 à 2012). Au milieu des années 1980, il est également le diffuseur d'un programme télévisé régional de matchs de football des Mountaineers.

### Honneurs
En 1982, Huff devient le deuxième joueur de l'université de Virginie-Occidentale (WVU) à être intronisé au College et au Pro Football Hall of Fame. En 1988, il a été intronisé au School of Physical Education Hall of Fame de son université et, en 1991, au Sports Hall of Fame de la WVU.
En 1999, Huff est intronisé au National High School Hall of Fame et se classe 76e sur la liste des cent plus grands joueurs de football de The Sporting News.
En 2001, Huff est classé numéro six sur la liste des cinquante plus grands sportifs de Virginie occidentale établie par Sports Illustrated. Le 24 novembre 2005, le numéro 75 de l'uniforme de Huff est retiré par l'Université de Virginie occidentale.

### Élevage de chevaux et courses
En 1986, Huff commence à élever des chevaux de course pur-sang à la Sporting Life Farm de Middleburg, en Virginie. Sa pouliche, Bursting Forth, remporte le Matchmaker Handicap 1998.

### Politique
En 1970, Huff se présente à la Chambre des représentants des États-Unis, mais perd dans les primaires démocrates de Virginie occidentale pour le 1erdistrict contre Bob Mollohan (en) par plus de 19 000 voix.

## National Football League Players Association
En 1956, Huff est contacté par Creighton Miller pour l'aider à la création de la National Football League Players Association (NFLPA). Abe Gibron et Dante Lavelli, des Browns de Cleveland, Don Shula, alors joueur des Colts de Baltimore, Joe Schmidt des Lions de Détroit, Frank Gifford des Giants de New York, et Norm Van Brocklin des Rams de Los Angeles sont également à la base de la création de la NFLPA,

## Personnel
Huff est divorcé de Mary Helen Fletcher. Ils ont trois enfants, Robert Lee ("Sam") Huff Jr, Catherine Ann, Joseph D.

### Articles de journaux
1. ↑  (en) « Coal Miners - an essai », sur web.archive.org, 17 mai 2008 (version du 17 mai 2008 sur Internet Archive).
2. ↑  (en) « Mountaineer Flashback - Sam Huff - WTRF-TV - WTRF.com », sur web.archive.org, 3 juin 2011 (version du 3 juin 2011 sur Internet Archive).
3. 1 2 3 4 5  (en) Bob Carter, « ESPN Classic - The Violent World », sur www.espn.com, ESPN Classic (consulté le 3 février 2020).
4. 1 2  (en) John Antonik, « Profile  :Sam Huff », sur web.archive.org, WVU Varsity Club, 9 décembre 2002 (version du 9 décembre 2002 sur Internet Archive).
5. ↑  (en) Derek Taylor, « Farmington’s Sam Huff went from zero to hero. », sur archive.is, Times West Virginian, 12 avril 2008 (consulté le 3 février 2020).
6. 1 2  (en) « National High School Hall of Fame inductees », sur web.archive.org, nfhs.org, 17 juin 2008 (version du 17 juin 2008 sur Internet Archive).
7. ↑  (en) « Browsing West Virginia History OnView | WVU Libraries », sur wvhistoryonview.org (consulté le 3 février 2020).
8. ↑  (en) « Robert L. "Sam" Huff | College of Physical Activity and Sport Sciences | West Virginia University », sur cpass.wvu.edu (consulté le 3 février 2020).
9. 1 2 3  (en) « WVU Alumni | Robert "Sam" Huff », sur web.archive.org, 22 mai 2008 (version du 22 mai 2008 sur Internet Archive).
10. ↑  (en) « Sam Huff (1980) - Hall of Fame », sur National Football Foundation (consulté le 3 février 2020).
11. 1 2  (en) « Sam Huff | Pro Football Hall of Fame Official Site », sur www.profootballhof.com (consulté le 3 février 2020).
12. ↑  (en) Greg Garber, « Landry's lasting legacy », sur www.espn.com, ESPN - NFL (consulté le 3 février 2020).
13. ↑  (en-US) Larry Schmitt, « The 1956 New York Giants », sur Big Blue Interactive, 30 mai 2015 (consulté le 3 février 2020).
14. ↑  (en) « 1956 NFL Standings & Team Stats », sur Pro-Football-Reference.com (consulté le 3 février 2020).
15. ↑  (en) « 1956 New York Giants Statistics & Players », sur Pro-Football-Reference.com (consulté le 3 février 2020).
16. ↑  (en) « Championship - Chicago Bears at New York Giants - December 30th, 1956 », sur Pro-Football-Reference.com (consulté le 3 février 2020).
17. ↑  (en) « Sam Huff », sur Celebrity Speakers For Speaking Engagements | AthleteSpeakers (consulté le 3 février 2020).
18. ↑  (en) « 1958 NFL Standings & Team Stats », sur Pro-Football-Reference.com (consulté le 3 février 2020).
19. ↑  (en) « Greatest game ever played | Pro Football Hall of Fame Official Site », sur www.profootballhof.com (consulté le 3 février 2020).
20. ↑  (en) « Championship - Baltimore Colts at New York Giants - December 28th, 1958 », sur Pro-Football-Reference.com (consulté le 3 février 2020).
21. ↑  (en) « Championship - New York Giants at Baltimore Colts - December 27th, 1959 », sur Pro-Football-Reference.com (consulté le 3 février 2020).
22. ↑  (en-US) « TIME Magazine -- U.S. Edition -- November 30, 1959 Vol. LXXIV No. 22 », sur content.time.com (consulté le 3 février 2020).
23. ↑  (en) IMDB, The Violent World of Sam Huff (lire en ligne).
24. 1 2  (en) « NY Giants: The Giants 1st Great MLB – Sam Huff », sur NY Giants Rush, 23 octobre 2016 (consulté le 3 février 2020).
25. ↑  (en-US) Richard Goldstein, « Allie Sherman Dies at 91; Led Giants to Title Games », The New York Times,‎ 5 janvier 2015 (ISSN 0362-4331, lire en ligne, consulté le 3 février 2020).
26. ↑  (en) Barry Shuck, « Remembering former Giants DT Dick Modzelewski », sur Big Blue View, 21 octobre 2018 (consulté le 3 février 2020).
27. 1 2  (en-US) « Flashback: Huff Had His Revenge vs. Giants », sur www.redskins.com (consulté le 3 février 2020).
28. ↑  (en-US) « This Day in College Football History – October 4th », sur CFB History (consulté le 3 février 2020).
29. 1 2  (en) « Flashback: Huff Changed the Game », sur web.archive.org, 10 juillet 2008 (version du 10 juillet 2008 sur Internet Archive).
30. ↑  (en) « New York Giants at Washington Redskins - November 27th, 1966 », sur Pro-Football-Reference.com (consulté le 3 février 2020).
31. ↑  (en-US) Charlotte Carroll, « What was the highest scoring Super Bowl ever? », sur Sports Illustrated (consulté le 3 février 2020).
32. ↑  (en) « Flashback Friday: Redskins' Sam Huff gets revenge against Giants », sur Giants Wire, USA Today, 26 octobre 2018 (consulté le 3 février 2020).
33. ↑  (en) « Redskins History - The 1960's », sur web.archive.org, 13 juin 2008 (version du 13 juin 2008 sur Internet Archive).
34. ↑  (en) « 1969 Washington Redskins Statistics & Players », sur Pro-Football-Reference.com (consulté le 3 février 2020).
35. ↑  (en) Bob Carter, « Huff liked hitting people », sur www.espn.com, ESPN Classic, 23 août 2004 (consulté le 3 février 2020).
36. ↑  (en) The Associated Press, « Marriott's asking price $26 million », sur Charleston Gazette-Mail (consulté le 3 février 2020).
37. ↑  (en) « Historic People of Marion County | Marion County Historical Society & Museum », sur www.marionhistorical.org (consulté le 3 février 2020).
38. ↑  (en) « West Virginia football game at FedEx Field is 'Sam Huff Day' », sur Washington Examiner, 1er août 2012 (consulté le 3 février 2020).
39. ↑  (en) « HCR 11 Text », sur www.wvlegislature.gov (consulté le 3 février 2020).
40. ↑  (en) « Sam Huff (1991) - WVU Sports Hall of Fame », sur West Virginia University Athletics (consulté le 3 février 2020).
41. ↑  (en) « TSN Presents - Football's 100 Greatest Players », sur web.archive.org, 16 mai 2008 (version du 16 mai 2008 sur Internet Archive).
42. ↑  (en) « The 50 Greatest Sports Figures From West Virginia », sur Vault (consulté le 3 février 2020).
43. ↑  (en) Bob Allen, « Mountaineer Legacy: West Virginia University Should Retire Nos. 9 and 5 », sur Bleacher Report (consulté le 3 février 2020).
44. ↑  (en) The Northern Virginia Daily, « Nations: Huff has passion for horses », sur The Northern Virginia Daily (consulté le 3 février 2020).
45. ↑  (en) « Our Campaigns - Candidate - Robert L. "Sam" Huff », sur www.ourcampaigns.com (consulté le 3 février 2020).
46. ↑  (en) « Plonk: NFL legend brings toughness to racing industry », sur ESPN.com, 15 octobre 2008 (consulté le 3 février 2020).
47. ↑  (en-US) R. W. Apple Jr Special to The New York Times, « 2 Democratic Incumbents Win In West Virginia House Contest », The New York Times,‎ 13 mai 1970 (ISSN 0362-4331, lire en ligne, consulté le 3 février 2020).
48. ↑  « History-Of-The-Nflpa-Part-1 / News - NFLPlayers.com », sur web.archive.org, 4 décembre 2010 (version du 4 décembre 2010 sur Internet Archive).
49. ↑  « John Gordy, 73, dies; former Detroit Lions lineman led NFL players' union - latimes.com », sur web.archive.org, 29 juin 2011 (version du 29 juin 2011 sur Internet Archive).
50. ↑  « Mary Helen Fletcher - Sumarios Biográficos de Personas Notables - MyHeritage », sur www.myheritage.es (consulté le 3 février 2020).

### Ouvrages
1. ↑  Henry 2001, p. 195-196.
2. ↑  Cohen 2018, p. 77.
3. ↑  Palladino 2011, p. 66.
4. ↑  Palladino 2011, p. 67.
5. 1 2  Cohen 2018, p. 79.
6. ↑  Lovett 2014, p. 197.
7. ↑  Snider 2014, p. 76.
8. ↑  Cohen 2018, p. 82.